# Helen Louise Brownson
Helen Louise Brownson (* 1. Mai 1917; † 5. August 2017) war eine US-amerikanische Dokumentarin. Sie gilt als Pionierin der Informationswissenschaften.

## Leben
Von 1942 bis 1946 war Brownson tätig für das Office of Scientific Research and Development, im Anschluss von 1946 bis 1951 beim Research and Development Board des Verteidigungsministeriums der Vereinigten Staaten, beide jeweils geleitet von Vannevar Bush.
Danach war Brownson von 1951 bis 1966 in der National Science Foundation (NSF) beschäftigt, wo sie ab 1958 als Programmdirektorin für das Office of Scientific Information tätig war. Ihr Nachfolger bei der NSF wurde Burt Adkinson. Bis zu ihrer Pensionierung im Jahr 1970 war sie dann in der Forschungsabteilung des US-amerikanischen Nachrichtendienstes Central Intelligence Agency (CIA) tätig.
Sie war Mitbegründerin des Annual Review of Information Science and Technology (ARIST).

## Werke (Auswahl)
- Brownson, Helen L.: Survey of operations and finances of scientific journals. In: Science. Band 119, Nr. 3090, 1954, S. 357–359, doi:10.1126/science.119.3090.357.
- Brownson, Helen L.: Research on Handling Scientific Information. In: Science. Band 132, Nr. 3444, 1960, S. 1922–1931, doi:10.1126/science.132.3444.1922.
- Brownson, Helen L.: Evaluation of document searching systems and procedures. In: Journal of Documentation. Band 21, Nr. 4, 1965, S. 261–266.